# Mesodon clenchi
Mesodon clenchi је пуж из реда Stylommatophora и фамилије Polygyridae. 

## Угроженост
Ова врста се сматра угроженом.

## Распрострањење
Сједињене Америчке Државе су једино познато природно станиште врсте.

## Станиште
Врста Mesodon clenchi има станиште на копну.